# روایت شخصی
روایت شخصی (انگلیسی: Personal narrative) یک روایت منثور است که به تجربه شخصی نویسنده مربوط می‌شود، و معمولاً به‌صورت اول شخص گفته می‌شود. محتوای روایت شخصی غیر نقلی است. متن آن به داستانی از زندگی یا تجربیات فرد اشاره دارد. «غیر نقلی» به ادبیاتی اطلاق می‌شود که با معیارهای معمول یک روایت مطابقت ندارد.